# Perfect Crime (小説)
『Perfect Crime』（パーフェクトクライム）は、中島梨里緒による小説である。小説を原作とする月島綾による漫画と、テレビドラマについても本項で述べる。小野幸哉を中心とした番外編は『Perfect Crime EXTRA』のタイトルで刊行された。2021年1月時点で電子版を含めた累計発行部数は180万部を突破している。

## 書誌情報

### 小説
- 中島梨里緒 『Perfect Crime』 三交社〈エブリスタWOMAN〉、2014年2月10日発売、ISBN 978-4-87919-238-7

### 漫画
- 梨里緒（原作） ・ 月島綾（漫画） 『Perfect Crime』 双葉社〈ジュールコミックス〉、全10巻
  1. 2018年3月17日発売[4]、ISBN 978-4-575-33704-4
  2. 2018年3月17日発売[5]、ISBN 978-4-575-33705-1
  3. 2018年5月17日発売[6]、ISBN 978-4-575-33716-7
  4. 2018年6月15日発売[7]、ISBN 978-4-575-33724-2
  5. 2018年10月17日発売[8]、ISBN 978-4-575-33741-9
  6. 2019年1月17日発売[9]、ISBN 978-4-575-33752-5
  7. 2019年7月17日発売[10]、ISBN 978-4-575-33778-5
  8. 2020年2月17日発売[11]、ISBN 978-4-575-33799-0
  9. 2020年7月17日発売[12]、ISBN 978-4-575-33818-8
  10. 2021年1月16日発売[13]、ISBN 978-4-575-33838-6
- 梨里緒（原作） ・ 月島綾（漫画） 『Perfect Crime EXTRA』 双葉社〈ジュールコミックス〉、全2巻
  1. 2022年3月17日発売[2][14]、ISBN 978-4-575-33877-5
  2. 2022年8月17日発売[15]、ISBN 978-4-575-33888-1

## テレビドラマ
『パーフェクトクライム』のタイトルで、2019年1月20日から3月24日まで朝日放送テレビ（ABCテレビ）の『ドラマL』で放送されていた。テレビ朝日ほか同系列局の一部でも放送された。

### キャスト
前島香織
演 - トリンドル玲奈（幼少期：太田しずく）
東雲遥斗
演 - 桜田通
小野幸也
演 - 落合モトキ
加藤千夏
演 - 永尾まりや
冬木美和
演 - 伊藤ゆみ
宇佐美礼子
演 - 喜多陽子
冬木拓馬
演 - 眞島秀和
- 近藤笑菜

### スタッフ
- 原作 - 月島綾・梨里緒『PerfectCrimeパーフェクトクライム』（双葉社・エブリスタ）
- 脚本 - 山岡潤平、伊澤理絵
- チーフプロデューサー - 飯田新（朝日放送テレビ）
- プロデューサー - 近藤真広（朝日放送テレビ）、山崎宏太（朝日放送テレビ）、村山えりか（C&Iエンタテインメント）
- 監督 - 古澤健、瀧悠輔、御法川修
- ラインプロデューサー - 佐藤幹也
- 音楽 - 林祐介
- 制作協力 - C&Iエンタテインメント
- 制作著作 - 朝日放送テレビ

### 放送局
| 放送期間                | 放送時間                      | 放送局         | 対象地域   | 備考                          |
| ----------------------- | ----------------------------- | -------------- | ---------- | ----------------------------- |
| 2019年1月20日 - 3月24日 | 日曜 2:30 - 3:00（土曜深夜）  | テレビ朝日     | 関東広域圏 | 制作局より21時間5分先行ネット |
|                         | 日曜 23:35 - 翌0:05           | 朝日放送テレビ | 近畿広域圏 | 制作局                        |
| 2019年1月28日 - 不明    | 月曜 0:55 - 1:25 (日曜深夜)   | 静岡朝日テレビ | 静岡県     |                               |
| 2019年1月29日 - 4月2日  | 火曜 1:29 - 1:59 (月曜深夜)   | メ〜テレ       | 中京広域圏 |                               |
| 2019年1月30日 - 不明    | 木曜 1:45 - 2:15（水曜深夜）  | 青森朝日放送   | 青森県     |                               |
| 2019年2月2日 - 不明     | 土曜 0:50 - 1:20 (金曜深夜)   | 山形テレビ     | 山形県     | [ 注釈 1 ]                    |
| 2019年2月4日 - 4月15日  | 月曜 1:30 - 2:00（日曜深夜）  | 新潟テレビ21   | 新潟県     | [ 注釈 2 ]                    |
| 2019年2月5日 - 4月9日   | 火曜 0:57 - 1:30（月曜深夜）  | 北陸朝日放送   | 石川県     | [ 注釈 3 ]                    |
| 2019年2月6日 - 4月10日  | 水曜 0:55 - 1:25 (火曜深夜)   | 長野朝日放送   | 長野県     |                               |
| 2019年2月8日 - 4月12日  | 金曜 1:25 - 1:55 (木曜深夜)   | 愛媛朝日テレビ | 愛媛県     |                               |
| 2019年2月16日 - 不明    | 土曜 2:00 - 2:30（金曜深夜）  | 琉球朝日放送   | 沖縄県     | [ 注釈 4 ]                    |
| 2019年6月20日 - 不明    | 木曜 0:55 - 1:25 （水曜深夜） | 秋田朝日放送   | 秋田県     |                               |

### 放送日程
※ 放送日は制作局・朝日放送テレビ基準。
| 話数   | 放送日  | ラテ欄                 | 脚本     | 監督     |
| ------ | ------- | ---------------------- | -------- | -------- |
| 第1話  | 1月20日 | 不純な恋の罠!?         | 山岡潤平 | 古澤健   |
| 第2話  | 1月27日 | 本当の悪魔は誰!?       | 山岡潤平 | 古澤健   |
| 第3話  | 2月03日 | 牙をむく甘い罠!!       | 伊澤理絵 | 瀧悠輔   |
| 第4話  | 2月10日 | 明らかになる罠の真実!! | 山岡潤平 | 瀧悠輔   |
| 第5話  | 2月17日 | 動き出す復讐劇!!       | 山岡潤平 | 瀧悠輔   |
| 第6話  | 2月24日 | 急展開!! 罠の全貌      | 伊澤理絵 | 古澤健   |
| 第7話  | 3月03日 | 破綻した完全犯罪       | 山岡潤平 | 古澤健   |
| 第8話  | 3月10日 | 本当の悪魔は誰?        | 伊澤理絵 | 御法川修 |
| 第9話  | 3月17日 | 最終章! 罠の正体       | 山岡潤平 | 御法川修 |
| 最終話 | 3月24日 | 衝撃の結末!!           | 山岡潤平 | 古澤健   |

- 第1話は1月12日に逝去した市原悦子の訃報の影響により、テレビ朝日制作『日曜プライム』のラインナップを急遽変更並びに18分枠拡大とし、『追悼特別番組 市原悦子さんを偲んで第2夜 家政婦は見た!25 美貌の女社長8000億の秘密!! 秋子に似た女の謎…』（21時 - 23時23分）[16]および『ABCニュース&天気予報』を18分繰り下げ・1分拡大して放送（23時23分 - 23時29分）[17]のため、当初予定より放送時間を19分繰り下げ、23時54分 - 翌0時24分に放送された[18]。
- 最終話はテレビ朝日制作『日曜プライム』が16分枠拡大（21時 - 23時21分）[21]となること、および『ABCニュース&天気予報』を16分繰り下げ・1分拡大して放送（23時21分 - 23時27分）[22]のため、放送時間を17分繰り下げ、23時52分 - 翌0時22分に放送された[23]。

### インターネット配信
| 配信元               | 配信期間     | 備考           |
| -------------------- | ------------ | -------------- |
| TSUTAYA TVプレミアム | 放送済分全話 | 有料見放題配信 |

| 朝日放送テレビ・テレビ朝日 ドラマL           | 朝日放送テレビ・テレビ朝日 ドラマL               | 朝日放送テレビ・テレビ朝日 ドラマL                        |
| 前番組                                       | 番組名                                           | 次番組                                                    |
| -------------------------------------------- | ------------------------------------------------ | --------------------------------------------------------- |
| 深夜のダメ恋図鑑 （2018年10月7日 - 12月9日） | パーフェクトクライム （2019年1月20日 - 3月24日） | 神ちゅーんず 〜鳴らせ!DTM女子〜 （2019年4月7日 - 6月9日） |